# Sint-Gertrudiskerk (Jabeek)
De Sint-Gertrudiskerk is een kerkgebouw in Jabeek in de Nederlands Zuid-Limburgse gemeente Beekdaelen. De kerk staat aan de Dorpstraat, de hoofdstraat door het dorp. Om de kerk ligt een kerkhof met daar omheen een kerkhofmuur. De kerk staat op een kerkheuvel in het oudste deel van het dorp.
Het bakstenen gebouw bestaat uit een westtoren met vier geledingen en een ingesnoerde naaldspits, een driebeukig schip, een driezijdig gesloten koor en een apsis.
Het kerkgebouw is een rijksmonument en is gewijd aan Sint Gertrudis.

## Geschiedenis
In de tweede helft van de 15e eeuw is de toren gebouwd.
In de periode 1858-1859 werd de oude kerk vervangen door een nieuwe neogotische kerk. Deze kerk was naar het ontwerp van architect Pierre Cuypers. Tijdens de bouw werd de 15e-eeuwse toren verhoogd.

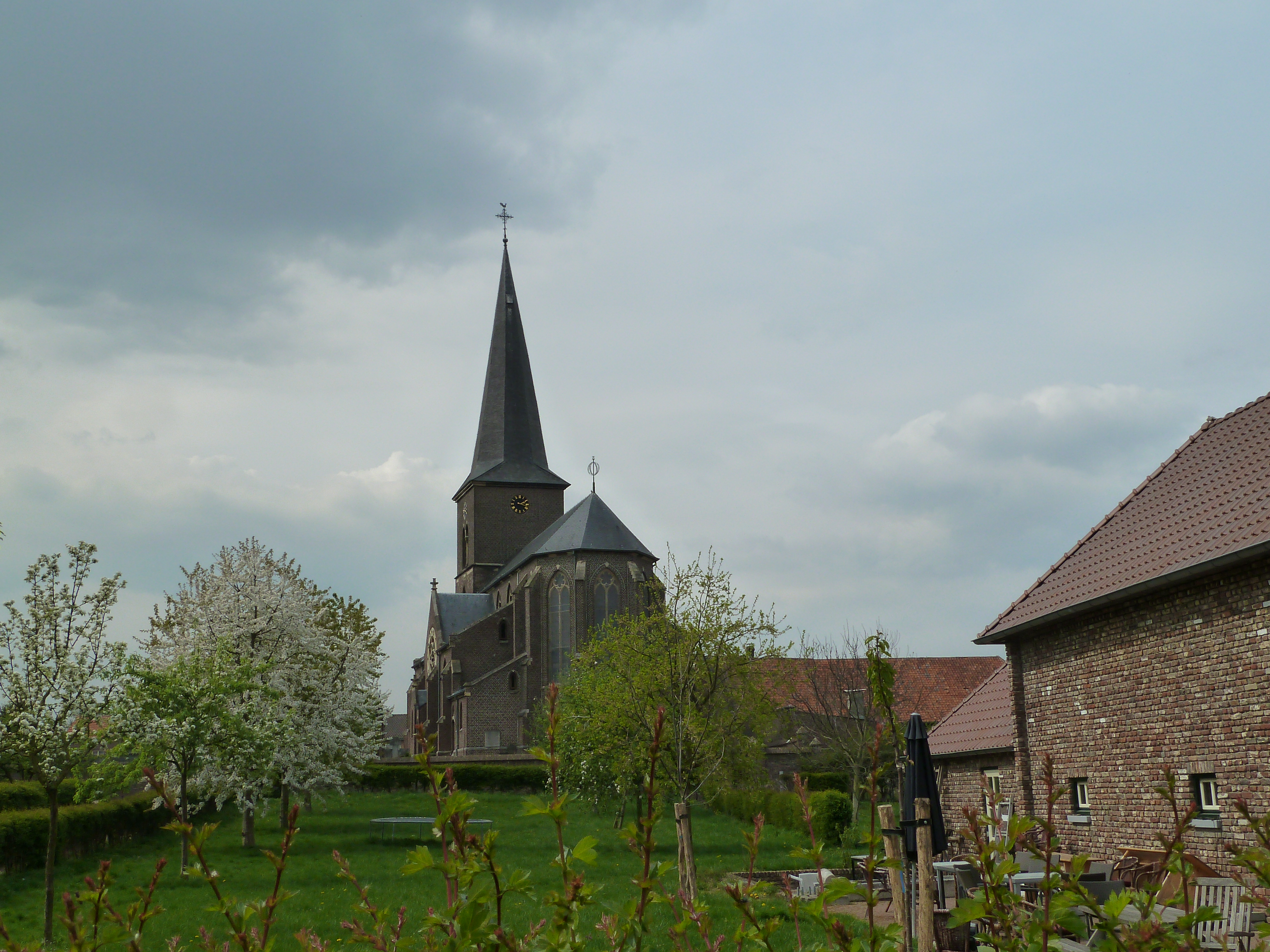
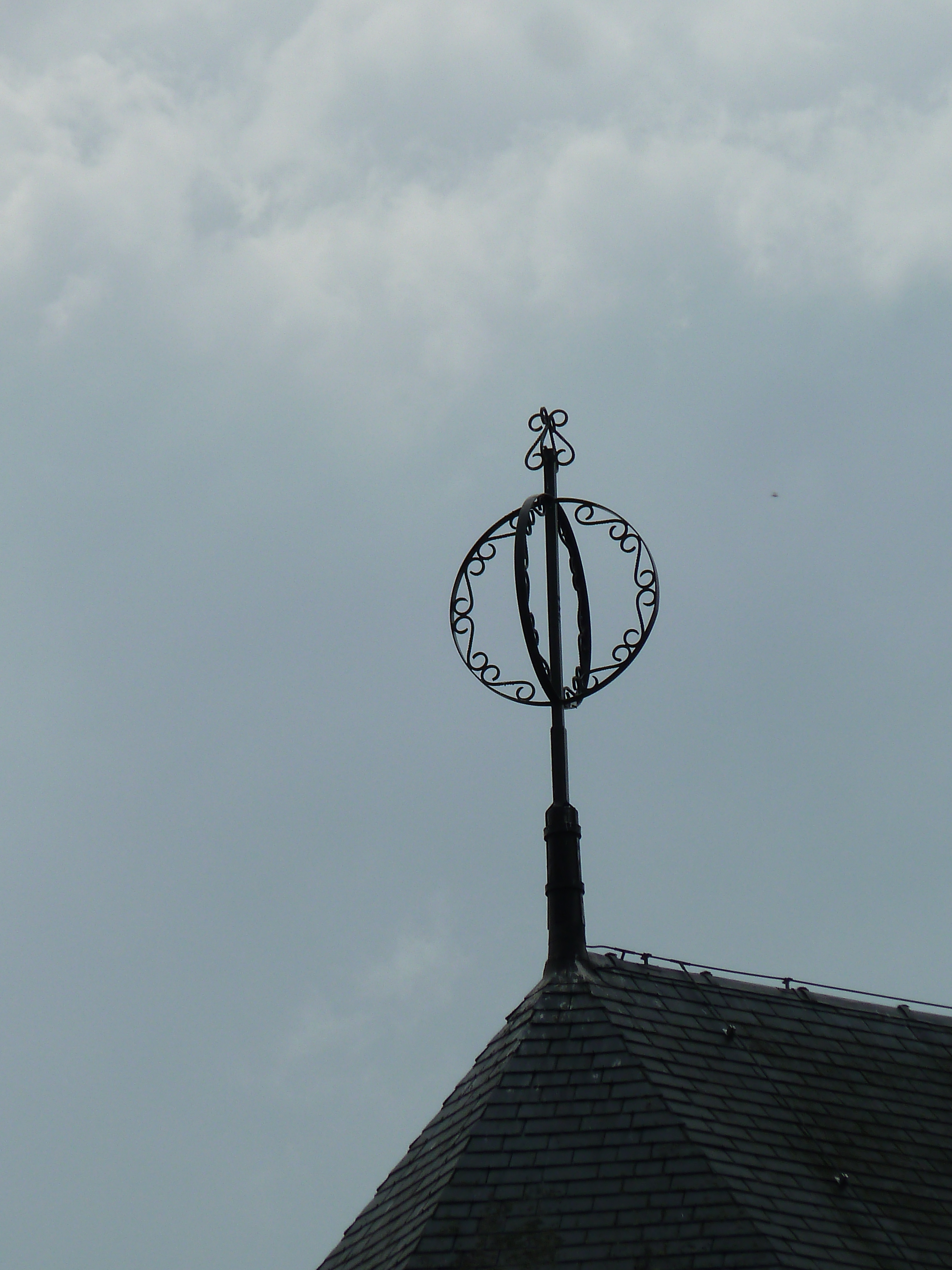
op de kleine spits
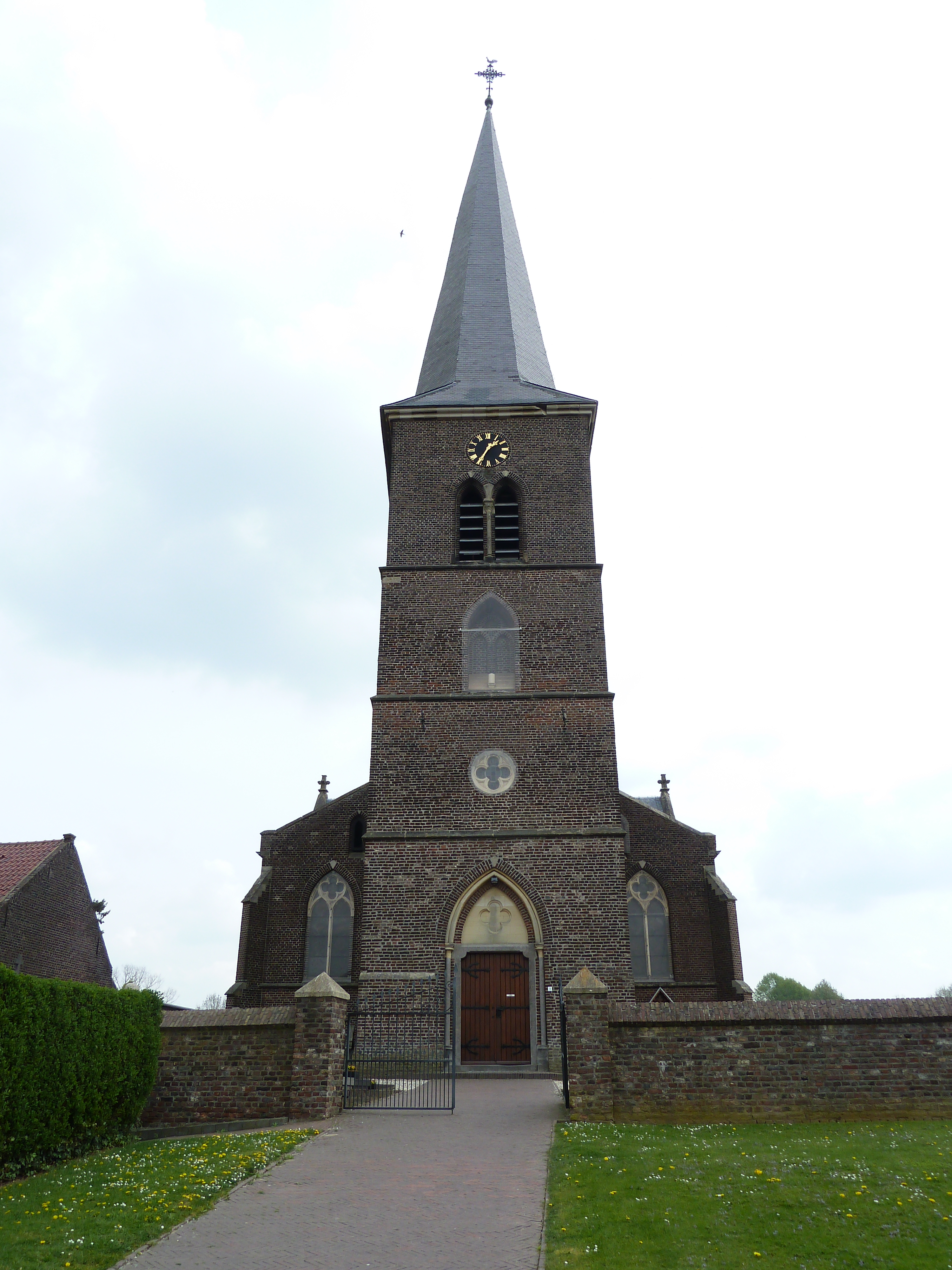
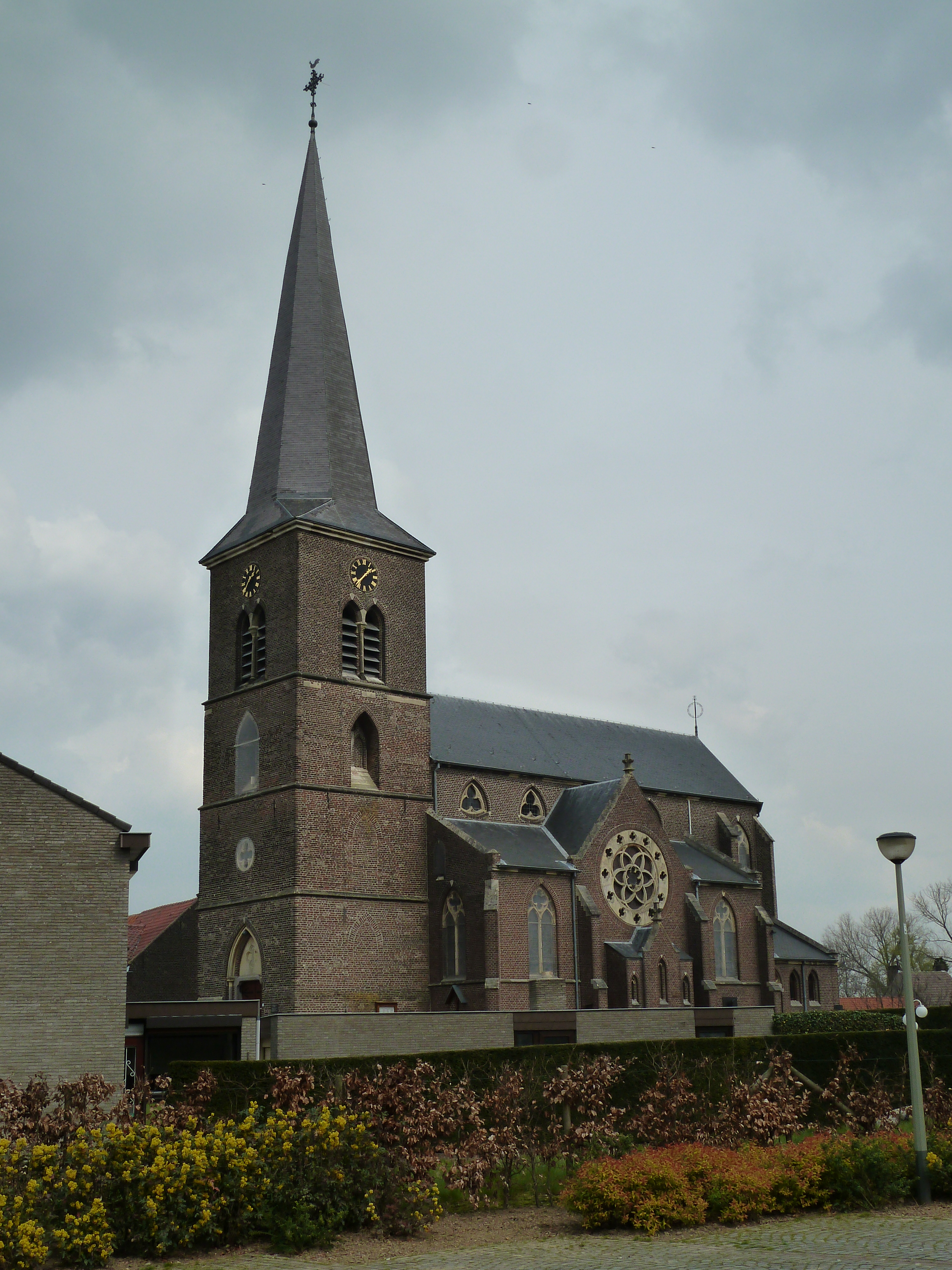